# 나카쓰가루군

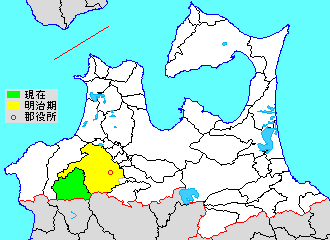
아오모리현 나카쓰가루군의 위치 (녹색:니시메야촌)

나카쓰가루군(일본어: 中津軽郡, なかつがるぐん)은 일본 아오모리현의 군이다.
인구 1,138명, 면적 246.02km², 인구밀도 4.63명/km².(2025년 3월 1일, 추계인구)
이하 1촌으로 구성된다.
- 니시메야촌(西目屋村)

## 군역
1878년 행정 구역으로 발족 당시의 군역은 위의 1촌에 히로사키시의 대부분을 더한 구역에 해당한다.

## 역사
- 1878년 10월 30일 - 군구정촌 편제법이 아오모리현에서 시행되면서 쓰가루군 증 히로사키성 밖 1정 111촌 구역으로 행정 구역으로서의 나카쓰가루군이 발족.

- 1889년 4월 1일

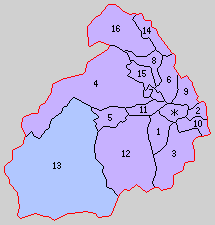
1.시미즈촌 2.도요다촌 3.지토세촌 4.이와키촌 5.히가시메야촌 6.후지시로촌 7.오우라촌 8.다카스기촌 9.와토쿠촌 10.호리코시촌 11.고마고시촌 12.소마촌 13.니시메야촌 14.니나촌 15.후나자와촌 16.스소노촌 (보라:히로사키시 파랑:니시메야촌 *:발족 당시의 히로사키시)

  - 시제 시행으로 히로사키성 아래의 대부분 구역을 가지고 히로사키시(弘前市)가 발족, 군에서 이탈.
  - 정촌제 시행으로, 아래의 정촌이 발족. 니시메야촌을 제외한 전역이 현 히로사키시.(16촌)
    - 시미즈촌(清水村)
    - 도요다촌(豊田村)
    - 지토세촌(千年村)
    - 이와키촌(岩木村)
    - 히가시메야촌(東目屋村)
    - 후지시로촌(藤代村)
    - 오우라촌(大浦村)
    - 다카스기촌(高杉村)
    - 와토쿠촌(和徳村)
    - 호리코시촌(堀越村)
    - 고마고시촌(駒越村)
    - 소마촌(相馬村)
    - 니시메야촌(西目屋村)(현존)
    - 니나촌(新和村)
    - 후나자와촌(船沢村)
    - 스소노촌(裾野村)
- 1955년 3월 1일(3촌)
  - 시미즈촌·와토쿠촌·도요다촌·호리코시촌·지토세촌·후지시로촌·니나촌·후나자와촌·다카스기촌·스소노촌·히가시메야촌이 히로사키시에 편입.
  - 이와키촌·오우라촌·고마고시촌이 합병하여, 새로이 이와키촌이 발족.
- 1961년 2월 1일 - 이와키촌이 정제 시행으로 이와키정(岩木町)이 됨.(1정 2촌)
- 2006년 2월 27일 - 이와키정·소마촌이 히로사키시와 합병하여, 새로이 히로사키시가 발족, 군에서 이탈.(1촌)

## 참고 문헌
- 《가도카와 일본 지명 대사전》 편집위원회, 편집. (1985년 12월 1일). 《가도카와 일본 지명 대사전》. 2 아오모리현. 가도카와 쇼텐. ISBN 4040010205.

## 같이 보기
- 쓰가루군 (리쿠오국)
- 히가시쓰가루군
- 니시쓰가루군
- 미나미쓰가루군
- 기타쓰가루군